# Pilocrocis monostigmatalis
Pilocrocis monostigmatalis là một loài bướm đêm trong họ Crambidae.